# غارماهی آلاباما
غارماهی آلاباما (نام علمی: Speoplatyrhinus poulsoni) نام یک گونه از تیره کورماهیان است.